# I ragazzi del massacro
I ragazzi del massacro è un film del 1969 diretto da Fernando Di Leo.
Tratto dal romanzo I ragazzi del massacro dello scrittore Giorgio Scerbanenco.
Il film è il primo adattamento cinematografico di una trilogia, ispirata ai quattro romanzi di Scerbanenco con protagonista Duca Lamberti: fu seguito nel 1970 da Il caso "Venere privata" di Yves Boisset e da La morte risale a ieri sera di Duccio Tessari.

## Trama
In una scuola serale di Milano, un gruppo di undici ragazzi, per lo più delinquentelli e piccoli criminali di strada, tra i tredici e i vent'anni, uccide brutalmente la maestra Matilde Crescenzaghi senza un motivo apparente. La polizia comincia ad indagare sull'omicidio, ma senza trovare elementi chiari o sufficienti per far luce sulla misteriosa faccenda. Pressato dal giudice istruttore che vuole far archiviare il caso, ma preso anche da rimorsi e dalla propria coscienza di poliziotto, il questore Luigi Càrrua affida il caso al commissario Duca Lamberti, suo amico e collaboratore. Quest'ultimo comincia a sua volta ad indagare, rimanendo colpito dalla brutalità dell'assassinio, e comincia a supporre che si possa trattare di una vendetta personale. Lamberti insiste con Càrrua per interrogare a modo suo i ragazzi e, trattandoli duramente con metodi coercitivi, come l'utilizzo dell'anice lattescente a scopo intimidatorio e l'uso di un linguaggio piuttosto minaccioso e gergale, inizia pian piano a giungere a conoscenza di elementi importanti: uno dei ragazzi era omosessuale e per questo non ha potuto prendere parte al massacro, e alcuni alunni usavano spesso recarsi illegalmente in Svizzera per contrabbandare sigarette e stupefacenti.
Con l'aiuto del fido agente Mascaranti e dell'assistente sociale Livia Ussaro, Lamberti giungerà presto alla verità, aiutato anche dalla confessione dell'alunno Fiorello Grassi e dalla fiducia di Carolino Marassi, altro scolaro alla scuola serale dove è stato commesso l'omicidio.

## Distribuzione
Distribuito nei cinema italiani il 26 dicembre 1969, I ragazzi del massacro ha incassato complessivamente 251.512.000 lire dell'epoca.

## Riconoscimenti
Nel 2004, in occasione della 61ª Mostra del Cinema di Venezia, il film fu presentato all'interno della retrospettiva Storia Segreta del Cinema Italiano. Italian Kings of the B’s.